# Oscar Brashear
Oscar Brashear (Chicago, 18 augustus 1944 – 7 juli 2023) was een Amerikaanse jazztrompettist van de postbop en hardbop.

## Biografie
Oscar Brashear begon piano te leren op 7-jarige leeftijd en trompet op 11-jarige leeftijd, ging naar het Wright College en vervolgens naar de Roosevelt University, waarna hij engagementen had in de bands van Woody Herman en Count Basie (1968). Hij werkte aanvankelijk als freelancer in de omgeving van Chicago en verhuisde in 1970 naar Los Angeles, waar hij drie decennia woonde en werkte. Sinds het begin van de jaren 1970 was hij vaak werkzaam als studiomuzikant, begeleidde hij in jazzbands en voltooide hij bezettingen tijdens opnamesessies van het Lalo Schifrin/Dizzy Gillespie orkest, het Benny Golson/Curtis Fuller Sextet (1980) en Quincy Jones/Sammy Nestico, Bobby Hutcherson, Hampton Hawes, Joe Henderson, Milt Jackson, J.J. Johnson, Horace Silver (1975 en in de jaren 1990), Zoot Sims, Jimmy Smith, het Gerald Wilson orkest, Harold Land (herhaaldelijk sinds de jaren 1970), het Jeff Clayton/Jeff Hamilton Jazz Orchestra en Billy Childs, met wie hij duetten speelde. In 1996 was hij betrokken bij de blazerssectie bij de productie van het Herbie Hancock album The New Standard. Hij begeleidde ook de zangers Carmen McRae, Diane Schuur en Flora Purim.
De trompettist, die actief is sinds de jaren 1970, werd misschien zo onderschat en over het hoofd gezien omdat hij lange tijd in Los Angeles aan de westkust heeft gewoond en gewerkt en niet onder zijn eigen naam opneemt.  Zijn duidelijke stijl is van Lee Morgan, Woody Shaw en Freddie Hubbard.
Hij overleed in juli 2023.

## Discografie
Met Nat Adderley
- 1975: Double Exposure (Prestige)

Met Count Basie
- 1968: Manufacturers of Soul (Brunswick) met Jackie Wilson
- 1968: The Board of Directors Annual Report (Dot) met The Mills Brothers
- 1968: Basie Straight Ahead (Dot)
- 1968: How About This (Paramount) met Kay Starr
- 1969: Standing Ovation (Dot)
- 1969: Basic Basie (MPS)
- 1969: The Dedication Series, Vol. XI: Retrospective Sessions (Impulse!)

Met Regina Belle
- 2004: Lazy Afternoon (Peak)

Met Bobby Bland en B.B. King
- 1976: Bobby Bland and B.B. King Together Again...Live (MCA)

Met Brass Fever
- 1975: Brass Fever (Impulse!)
- 1976: Time Is Running Out (Impulse!)

Met Kenny Burrell
- 1973: Both Feet on the Ground (Fantasy)
- 1980: Heritage (AudioSource)

Met Donald Byrd
- 1976: Caricatures (Blue Note)

Met Ry Cooder
- 1974: Paradise and Lunch (Reprise)
- 1976: Chicken Skin Music (Reprise)
- 1978: Jazz (Reprise)

Met The Crusaders
- 1979: Street Life (MCA)

Met Miles Davis
- 1991: Dingo (Warner Bros.)

Met Neil Diamond
- 1993: Up on the Roof: Songs from the Brill Building (Columbia)

Met Earth, Wind & Fire
- 1971: The Need of Love (Warner Bros)
- 1972: Last Days and Time (Columbia)
- 1973: Head to the Sky (Columbia)
- 1976: Spirit (Columbia)
- 1977: All 'n All (Columbia)
- 1979: I Am (Columbia)
- 1981: Raise! (Columbia)
- 1983: Powerlight (Columbia)
- 1990: Heritage (Columbia)

Met Teddy Edwards
- 1992, 1993: Blue Saxophone (Verve/Gitanes)

Met Joe Farrell
- 1978: Night Dancing (Warner Bros.)

Met Dizzy Gillespie
- 1977: Free Ride (Pablo) gecomponeerd en gearrangeerd door Lalo Schifrin

Met Benny Golson
- 1981: California Message (Baystate) met Curtis Fuller

Met Eddie Harris
- 1975: Bad Luck Is All I Have (Atlantic)
- 1976: How Can You Live Like That? (Atlantic)

Met Gene Harris
- 1975: Astral Signal (Blue Note)

Met Donny Hathaway
- 1970: Everything Is Everything (Atco)

Met Hampton Hawes
- 1972: Universe (Prestige)
- 1973: Blues for Walls (Prestige)

Met Joe Henderson
- 1973, 1975: Canyon Lady (Milestone)
- 1976: Black Miracle (Milestone)

Met Billy Higgins
- 1993: Billy Higgins Quintet (Sweet Basil)

Met Richard 'Groove' Holmes
- 1975: Six Million Dollar Man (RCA/Flying Dutchman)

Met Paul Horn
- 1978: Dream Machine (Mushroom Records)

Met Freddie Hubbard
- 1979: The Love Connection (Columbia)

Met Bobby Hutcherson
- 1971: Head On (Blue Note)
- 1975: Inner Glow (Blue Note)
- 1975: Montara (Blue Note)
- 1982, 1988: Farewell Keystone (Theresa)

Met Bobbi Humphrey
- 1975: Fancy Dancer (Blue Note)

Met Paul Humphrey Sextet
- 1981: Paul Humphrey Sextet featuring Oscar Brashear (Discovery Records)

Met Ahmad Jamal
- 1980: Night Song (Motown)

Met Rick James
- 1979: Bustin' Out of L Seven (Gordy)

Met J.J. Johnson
- 1980: Pinnacles (Milestone)

Met Karma
- 1976: Celebration (Horizon/A&M)
- 1977: For Everybody (Horizon/A&M)

Met Carole King
- 1977: Simple Things (Capitol)
- 1978: Welcome Home (Capitol)

Met Harold Land
- 1972: Damisi (Mainstream)
- 1981: Xocia's Dance (Muse)

Met Hubert Laws
- 1975: The San Francisco Concert (CTI)

Met Ray Manzarek
- 1974: The Golden Scarab (Mercury)

Met Carmen McRae
- 1976: Can't Hide Love (Blue Note)

Met Blue Mitchell
- 1975: Stratosonic Nuances (RCA)

Met Oliver Nelson
- 1975: Skull Session (Flying Dutchman)

Met Willie Nelson
- 1994: Healing Hands of Time (Capitol)

Met Randy Newman
- 1999: Bad Love (DreamWorks)

Met Bonnie Raitt
- 1973: Takin' My Time (Warner Bros.)

Met Sonny Rollins
- 1976: The Way I Feel (Milestone)

Met Patrice Rushen
- 1974: Prelusion (Prestige)
- 1975: Before the Dawn (Prestige)

Met Joe Sample
- 1994: Did You Feel That? (Warner Records)

Met Moacir Santos
- 1973: Maestro (Blue Note)
- 1975: Carnival of the Spirits (Blue Note)

Met Lalo Schifrin
- 1978: Gypsies (Tabu)

Met Zoot Sims
- 1977: Hawthorne Nights (Pablo)
- 1980: Passion Flower: Zoot Sims Plays Duke Ellington (Pablo Today) met het Benny Carter Orchestra

Met Horace Silver
- 1975: Silver 'n Brass (Blue Note)
- 1993: It's Got to Be Funky (Columbia)
- 1994: Pencil Packin' Papa (Columbia)

Met Frank Sinatra
- 1984: L.A. Is My Lady (Qwest/Warner Bros. Records)

Met Gábor Szabó
- 1977: Faces (Mercury)

Met Stanley Turrentine
- 1976: Everybody Come On Out (Fantasy)

Met McCoy Tyner
- 1981: 13th House (Milestone)

Met Was (Not Was)
- 1988: What Up, Dog? (Chrysalis)

Met Gerald Wilson
- 1983: Jessica (Trend)
- 1985: Calafia (Trend)
- 1989: Jenna (Discovery)
- 1998: Theme for Monterey (MAMA)

Met Valerie Carter
- 1977: Just a Stone's Throw Away (Columbia)

- Bibsys: 7031772
- Bibliothèque nationale de France: cb13931754v (data)
- CiNii: DA17087218
- Gemeinsame Normdatei: 134335740
- International Standard Name Identifier: 0000 0000 5514 0845
- Library of Congress Control Number: no93026529
- MusicBrainz: c0d569a0-c01a-49ba-923d-e4dcd8bd6e03
- Réseau des bibliothèques de Suisse occidentale: 02-A006279270
- SNAC: w67j5t8x
- Système universitaire de documentation: 244076960
- Virtual International Authority File: 37105080
- WorldCat: E39PBJqK8cMXPB6BMfTWfg4Dv3